# Nick Willing
Nick Willing (Knoxville, Londres; 1961) es un director, productor y guionista británico, que ha trabajado en películas y programas de televisión.
Willing es el hijo de la pintora portuguesa Paula Rego y el artista inglés Victor Willing pasó largo tiempo en Portugal, pero se estableció en Inglaterra a la edad de 12 años. Se graduó en la National Film and Television School en 1982 y comenzó a dirigir vídeos musicales para grupos como Eurythmics, Bob Geldof, Swing Out Sister, Debbie Gibson, Kirsty MacColl, Kim Appleby, Tony Banks, y Nik Kershaw.
A lo largo de este período también estaba escribiendo guiones. En 1996 su adaptación de la novela de Steve Szilagyi, Photographing Fairies (Fotografiando a las hadas, en la versión española), fue financiada por Polgram Filmed Entertainment y se convierte en un largometraje. Photographing Fairies fue un éxito de crítica y ganó varios premios incluyendo el Méliès d'Or en 1998.
La siguió Alice in Wonderland (Alicia en el país de las maravillas en la versión española) con un reparto que incluía a Whoopi Goldberg, Ben Kingsley, Robbie Coltrane, Martin Short, Peter Ustinov, Gene Wilder, Ken Dodd, Christopher Lloyd, George Wendt y Miranda Richardson. Alice se hizo para la televisión de la NBC en 1999 y ganó 4 premios Emmy Primetime.

## Filmografía
- 1997 - Photographing Fairies.
- 1999 - Alice en el país de las maravillas.
- 2000 - Jasón y los argonautas.
- 2002 - Doctor Sleep o Cierra los ojos, conocida también como Hypnotic.
- 2004 - Sea of Souls.
- 2005 - The River King.
- 2006 - Jackanory, The Magician of Samarkand y Muddle Earth.
- 2007 - Tin Man.
- 2009 - Alice.
- 2011 - Neverland.

## Como guionista
Nick Willing escribió los guiones de sus dos primeras películas de Photographing Fairies y Doctor Sleep y pasó a desarrollar las historias cortas de H. G. Wells en una serie de televisión semi-biográfica, Los mundos infinitos de H. G. Wells, que se estrenó en 2001. Más recientemente escribió la serie de Alice, que recibió dos nominaciones Emmy, y Neverland para SyFy y Sky Movies.

## Entrevistas
- «Hypnotic Interview». Cinefile. 20 de noviembre de 2003. Archivado desde el original el 21 de mayo de 2012. Consultado el 17 de mayo de 2012.
- «Alice: Interviews with the Star & the Writer/Director». TVTango.com. 5 de diciembre de 2009.
- «Neverland Interview». Collider.com. 30 de noviembre de 2011.